# Huisuil
De huisuil (Caradrina clavipalpis) is een nachtvlinder uit de familie Noctuidae, de uilen. 
De voorvleugellengte bedraagt tussen de 12 en 15 millimeter.  

## Taxonomie
De wetenschappelijke naam van deze soort is als Phalaena clavipalpis voor het eerst geldig gepubliceerd door Giovanni Antonio Scopoli in 1763. 
Er worden twee ondersoorten erkend:
- Caradrina clavipalpis clavipalpis
- Caradrina clavipalpis pinkeri

## Levenscyclus
De huisuil heeft weegbree en diverse grassen als waardplanten. Hij overwintert als rups.

## Voorkomen
De soort komt verspreid over Europa voor.
De huisuil is in Nederland en België een vrij gewone soort, die verspreid over het hele gebied gezien kan worden. De vlinder kent waarschijnlijk twee generaties die vliegen van halverwege april tot halverwege oktober. De soort wordt ook regelmatig binnenshuis gezien.